# Andreas Hähnel
Andreas Peter-Paul Hähnel  (* 27. April 1966 in Steinheidel-Erlabrunn) ist ein deutscher CDU-Politiker und war von 2004 bis 2014 Mitglied des Sächsischen Landtages.

## Leben und Beruf
Andreas Hähnel besuchte die Polytechnische Oberschule bis zur 10. Klasse und absolvierte im Anschluss eine Ausbildung zum Wirtschaftskaufmann. Seit 1989 ist er geschäftsführender Inhaber des Familienunternehmens Hähnel-Souvenir in Chemnitz.
Er engagiert sich für die Gesellschaft neben seiner politischen Arbeit als Schirmherr der Chemnitzer Tafel e. V.

## Politik
Andreas Hähnel wurde 1984 Mitglied der DDR-Blockpartei CDU, die 1990 in der CDU aufging. Für seine Partei saß er von 1999 bis 2004 im Stadtrat in Chemnitz. Von Oktober 2004 bis September 2014 vertrat er den Wahlkreis Chemnitz 2 im Sächsischen Landtag. Dort saß er als Mitglied im Verfassungs-, Rechts- und Europaausschuss.
Neben seiner parteipolitischen Arbeit und als Stadtrat war er von 1999 bis 2004 Verbandsrat des Sparkassenzweckverbands Chemnitz und Aufsichtsrat der Stadthalle Chemnitz.
Nachdem sich sein eigener Ortsverband Mitte-Schloß im Vorfeld der Nominierungsveranstaltung des Chemnitzer Kreisverbands für die Landtagswahl 2014 für einen Mitbewerber als Direktkandidaten ausgesprochen hatte, kündigte Hähnel im November 2013 an, wegen einer langwierigen Erkrankung auf eine erneute Kandidatur verzichten zu wollen.